# Cerrajería

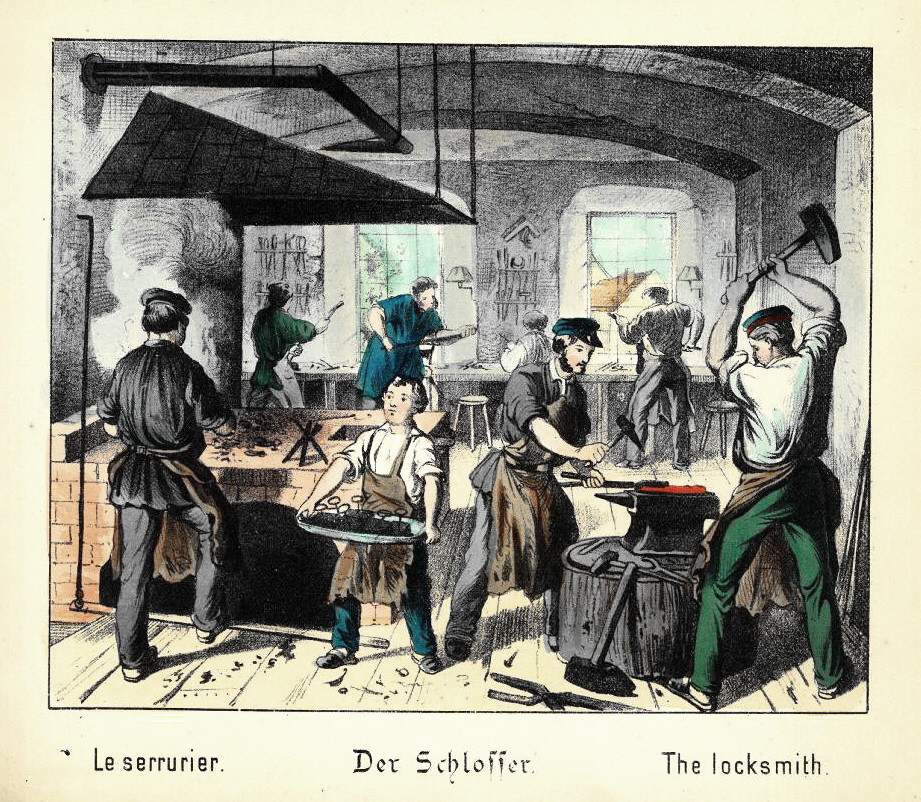
Taller de un cerrajero (ca. 1880)

La cerrajería es un oficio dedicado a la reparación y mantenimiento de cerraduras, candados, cerrojos y cilindros, tanto de puertas comunes como así también de vehículos. Una cerradura es un mecanismo de metal instalada para impedir que puertas y tapas se puedan abrir sin una llave. Los cerrajeros pueden trabajar con todos los sistemas de cerraduras y cierres conocidos, aunque la gran variedad de cerraduras utilizadas —que aumenta la protección de los bienes y personas protegidos— obliga a cierto grado de especialización.

## Oficio del cerrajero
El oficio de la cerrajería es un arte y generalmente es aprendido por herencia: se transmite de persona a persona mientras que otros conocimientos se adquieren de forma empírica. Actualmente existen escuelas técnicas de cerrajería, y manuales y guías para practicar si se quiere aprender el oficio.
La cerrajería es una de las formas más antiguas de la ingeniería de seguridad
Entre las tareas desempeñadas por los cerrajeros se cuentan:
- apertura de puertas de autos, muebles y edificios cuyas llaves se han extraviado.
- apertura de puertas relativamente elásticas sin llave, especialmente tratándose de vehículos;
- reparación y mantenimiento de cerraduras, cerrojos y candados.
- comercialización de cerraduras, cerrojos y candados.
- realización de copias de llaves existentes, que requiere un taller especializado, matrices para la elaboración de llaves y pericia en el manejo de las herramientas;
- fabricación de "llaves maestras" para una serie de cerraduras similares;
- fabricación de llaves a partir de cerradura, sin copia de llaves; esta técnica es especialmente compleja y delicada.
- asesorar al cliente para mejorar la seguridad que ofrece su cerradura ante técnicas como el bumping, ganzuado, taladrado, etc.

Hoy en día los cerrajeros también realizan otro tipo de trabajos, aunque no destinados del todo a la cerrajería, entendiendo estos trabajos como extras para los cerrajeros. Aunque no todos los cerrajeros realizan estas prácticas, cada vez es más habitual verlo. Estos trabajos son:
- Aperturas, reparaciones y mantenimiento de puertas automáticas de toda clase.
- Instalación y reparación de persianas del hogar y persianas metálicas.
- Fabricación de cierres extensibles o puertas de ballesta.
- Instalación y configuración de automatismos en las puertas de los locales comerciales
- Codificación y reparación de llaves de vehículos

## Herramientas

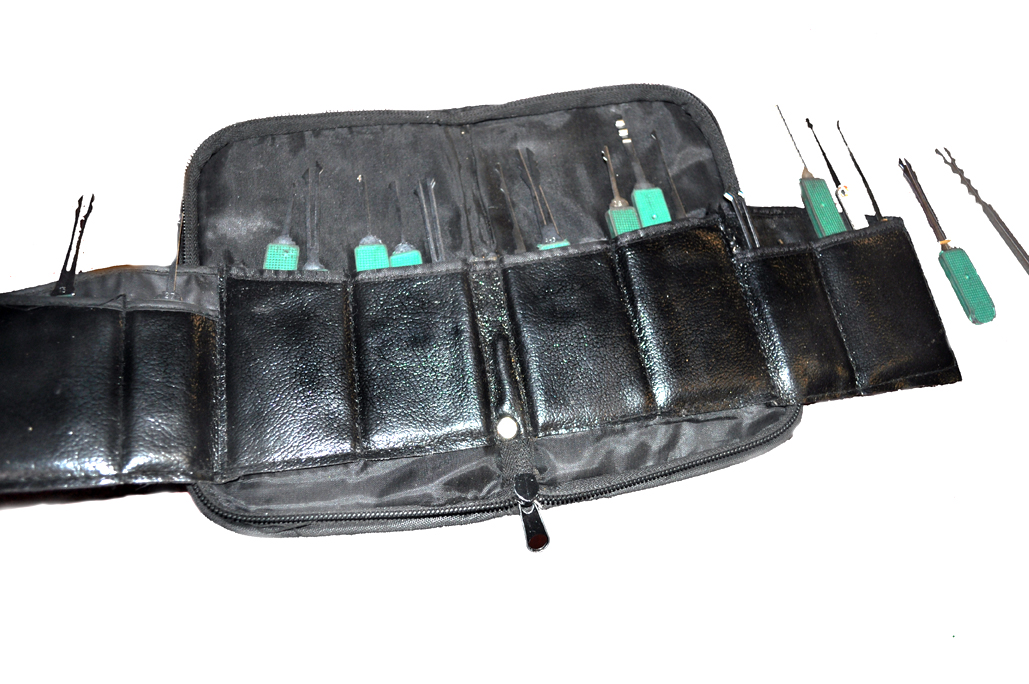
Ganzúas y pinzas utilizadas en la cerrajería

Las herramientas utilizadas en cerrajería dependen del tipo de trabajo que harán, como abrir una chapa, hacer una copia o desmontar un candado. Se utilizarán distintos instrumentos que con el paso del tiempo han ido cambiando y mejorando volviendo el oficio de la cerrajería más rápido y eficiente:
- Ganzúa, que comúnmente se inserta dentro de una cerradura y se manipula para abrirla sin necesidad de la llave
- "Máquina duplicadora de llaves", que a partir de una llave puede cortar y hacer una nueva. Existen manuales, automáticas o semiautomáticas
- Lima de metal, para dar acabado a los duplicados de llaves
- Destornillador, para aflojar los tornillos de una cerradura
- Stock de candados, chapas y llaves
- Martillo
- Tornillo de banco
- Pinzas de presión, mecánicas, de chófer o de punta remachadora
- Taladro y taladro inalámbrico
- Brocas de diferentes medidas
- Brocasierras
- Escofina
- Formón.
- Machuelos
- Llaves estriadas y españolas de diferentes medidas
- Llaves bumping para abrir cerraduras
- Autocle, juego de dados de diferentes medidas que se utilizan con una especia de matraca para apretar o desapretar.

## Marco histórico

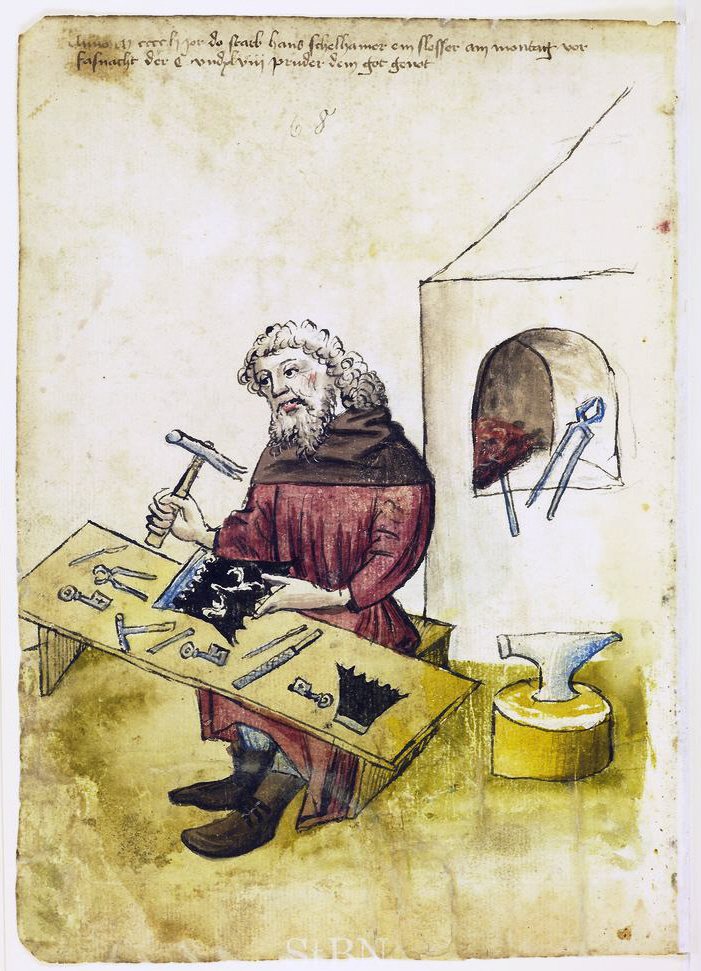
Cerrajero, 1451

En un principio se conocían como herreros, trabajaban especialmente con metales, produciendo ornamentos que servían como divisiones entre casas, parecidos a los portones de hoy en día. Por esta razón los inicios de la cerrajería van de la mano con el uso de la forja que es el proceso utilizado para fundir el hierro, darle forma y poder utilizarlo, y en el caso de la cerrajería, para formar las llaves y cerraduras. Desde tiempos remotos el ser humano ha pensado en su seguridad y protección, dada esta necesidad de seguridad propia y de los bienes del ser humano surge el oficio de la cerrajería como hoy lo conocemos.
La invención de la cerradura se atribuye a los chinos y a los egipcios y posteriormente las utilizarían los asirios y los griegos. Las había de madera puesto que las de hierro quedaban reservadas para los ricos; también usaban los candados para proteger sus mercancías en el comercio. El origen de la palabra cerradura viene del latín serrare, que significa «cerrar». Los romanos dieron a conocer estas grandes aportaciones y crearon el sistema de seguridad en los cierres conocidos como «vuelta de llave». Durante la Edad Media los artesanos diseñaban cerraduras con detalles y relieves que les hacían lucir elegantes, y se desarrolló el pestillo que es el cerrojo que mueve la llave. Con el paso del tiempo se fueron creando mejoras, las llaves y cerraduras fueron cambiando, mejorando sus diseños y volviéndose más seguras. 
Hoy en día las cerraduras y llaves son de los conjuntos mecánicos más utilizados por el hombre, el desarrollo se ha enfocado en la producción en serie, uso de mejores materiales y la complejidad de los mecanismos que convierta a las cerraduras en virtualmente inviolables.
Algunos cerrajeros que han contribuido diseñando nuevos tipos de cerraduras y mejorando su seguridad son: 
- Roberto Barron, que en 1778 patentó una cerradura doble del vaso, la primera mejora razonable en seguridad de la cerradura, debido a que el perno solo se podía extraer con la llave correcta.
- José Bramah patentó la cerradura de seguridad en 1784, también llamada de resorte. Su cerradura era considerada como inquebrantable, por lo cual implantó un desafío a abrir sin la llave, y pasaron 60 años hasta que Alfred Charles Hobbs pudo lograrlo.
- Jeremiah Chubb patentó su cerradura del detector en 1818. Su invento funcionaba a través de seis palancas y gracias a esta invención recibió un premio por parte del gobierno.
- James Sargent describió la primera cerradura de combinación llave-cambiable en 1857. De esta forma se podía cambiar el diseño sin cambiar todo el dispositivo. Su cerradura llegó a ser popular entre los fabricantes y el Departamento del Tesoro de Estados Unidos. En 1873, también patentó un mecanismo llamado cerradura del tiempo, la cual daba un determinado tiempo para abrir antes de volverse a bloquear.
- Samuel Segal, quien era policía, inventó las primeras cerraduras de la “jemmy-prueba” en 1916, estas servían para proteger desde adentro de posibles ataques.
- Harry Soref fundó la Master Lock Company en 1921 y patentó un candado mejorado en 1924 con una cubierta de la cerradura de la patente construida fuera del acero laminado.
- Linus Yale, Sr. inventó la cerradura del vaso del perno en 1848, que consiste en pequeños tubos interiores de distintas longitudes para lograr identificar las llaves. Fundó su compañía Yale en 1840, especializada en alta seguridad.
- Linus Yale, Jr., que se unió a su padre en el negocio y mejoró su cerradura en 1861, usando una llave más pequeña y plana con los bordes serrados, que es la base de las cerraduras modernas del perno-vaso. Yale desarrolló la cerradura de combinación moderna en 1962.

### Cerrajeros reales
Eran cerrajeros de la Corte Real Española, título y oficio de confianza de los monarcas, puesto que gran parte de su seguridad recaía sobre ellos. En el siglo XVI y principalmente en el XVII habían alcanzado gran importancia en la vida cortesana. 
Para acceder al oficio, se les tomaba juramento de que no iban a dar a nadie ninguna llave o instrumento para abrir puerta alguna, so pena de muerte. Fabricaban las diferentes cerraduras y llaves de los palacios y las entregaban a determinados criados, dependiendo de la cercanía a la familia real. 
En la Corte Española, estuvo vigente hasta la época de la reina Isabel II de España, siendo su último representante Vicente Mallol.

### Historia del oficio en México
En el México prehispánico florecieron importantes culturas que dejaron asentamientos arqueológicos. Las civilizaciones mesoamericanas crearon complejos desarrollos urbanos tales como Monte Albán, el Palacio de Palenque, la pirámide del sol en Teotihuacán. Son evidencia de la majestuosidad de los ancestros. Todas estas maravillas se encontraban resguardadas por los mismos habitantes y no tenían grandes adelantos en ingeniería de seguridad.
Con la llegada de los españoles a América se dieron grandes cambios que revolucionarían la forma de vida de las personas. El concepto de seguridad tuvo un cambio drástico, las civilizaciones antiguas basaban su seguridad en la protección de toda la comunidad y por esto una parte importante eran los ejércitos y guardias. Además el uso de los recursos, por ejemplo los metales no tiene un valor tan significativo, como en España. 
Poco a poco se dio la separación étnica de la población, españoles e indígenas. Se implantaron nuevas formas de vida, se acogió la nueva identidad cultural, ocupacional y religiosa de los españoles; la imagen del espacio urbano se desarrolló y cambió. Los españoles trajeron consigo nuevos oficios, entre ellos, la cerrajería y sus primeros hombres. Los precursores del oficio en América fueron de origen español. Con el uso de la forja se empezaron a moldear y crear las primeras cerraduras en América que adornaron majestuosamente la arquitectura del Virreinato.
Un grupo de indígenas fue adquiriendo los conocimientos de cerrajería y herrería de los españoles, como parte de las acciones colonizadoras. Para su institución en México se seguían considerando herreros y cerrajeros como un mismo oficio; su primer reglamento de trabajo se puede apreciar en la ordenanza del 15 de marzo de 1524. Pasada la segunda mitad del siglo XVI aparece legalmente el gremio de cerrajeros.

### Historia en Puebla
La fundación de la ciudad de Puebla se efectúa en el año 1531, por parte de los españoles, debido a que necesitaban una ciudad que fuera un punto intermedio entre la capital y Veracruz. En esta nueva ciudad sólo vivirían españoles para evitar conflictos. Pocos meses después se dieron cuenta de que esa forma de vida no les servía, porque necesitaban mano de obra, por lo cual permitieron que vivieran indígenas en ella. Con la llegada de estos también se dio la llegada del oficio de cerrajero.
Los cerrojos de ese tiempo eran principalmente hechos por forja. Este trabajo se estableció en un área de la ciudad, que hoy en día es por donde pasa la calle 14 poniente, a la altura entre la 5 y la 3 norte. Los trabajos de cerradura de esta época se pueden apreciar en edificaciones antiguas, como en la catedral de Nuestra Señora de la Inmaculada Concepción de Puebla, que se comenzó a construir en 1575 y se consolidó hasta 1649, así como varios edificios ubicados en el centro de la ciudad.